# Sapria
Die Sapria sind eine Pflanzengattung aus der Familie der Rafflesiengewächse (Rafflesiaceae), die mit drei Arten in Asien verbreitet ist.

## Beschreibung
Sapria-Arten parasitieren Wurzeln von Weinreben (Vitis), Tetrastigma und Illigera trifoliata. Ihr vegetativer Teil besteht aus einem myzelähnlichen Gewebe innerhalb der Wirtspflanzen. Der unterirdische Teil des unverzweigten Blütenstiels ist fleischig, rötlich-weiß und etwas über 1 Zentimeter dick. An seinem oberen Ende, unterhalb der Blüte, sitzen rund zehn dreieckige bis halbkreisförmige, abgerundete und am Ansatz einander überlappende Hochblätter in spiralförmiger Anordnung.
Die endständigen, radiärsymmetrischen und unangenehm riechenden Einzelblüten sind diözisch. Die zehn am Ansatz zu einer 4 bis 8 Zentimeter langen Röhre verwachsenen Blütenhüllblätter stehen in zwei Kreisen, sind annähernd dreieckig, am Ende stumpf gerundet, 6 bis 8 Zentimeter lang und 4 bis 6 Zentimeter breit, rot bis rötlich und gelb (selten weiß) gefleckt. Der Gesamtdurchmesser einer Blüte kann bis zu 20 Zentimeter betragen. Die Öffnung der Röhre ist rundum verengt verwachsen mit einer Membran, die mit zahlreichen haarförmigen Papillen besetzt ist und nur im Zentrum eine 1 bis 2 Zentimeter große Öffnung ins Innere frei lässt. Dessen Wände sind durch 20 Rippen längs unterteilt.
Bei männlichen Blüten ist der Ansatz der Blütenröhre fest, die 20 Staubfäden sind vollständig zu einer gestielten Schale verwachsen. Die Staubbeutel stehen an der Außenseite am Übergang zwischen „Stiel“ und „Schale“.

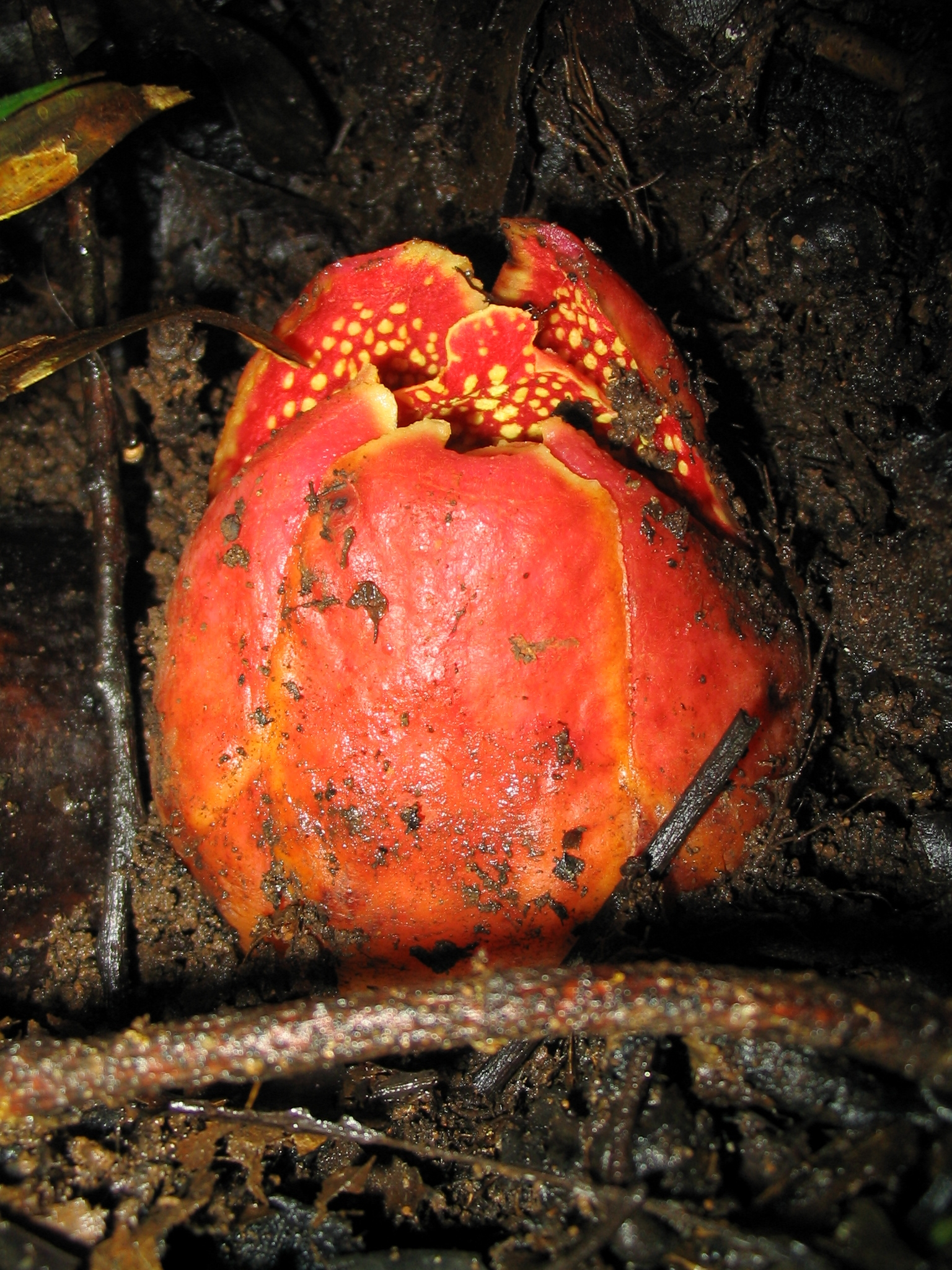
Sapria himalayana, sich öffnende Knospe

Auch bei weiblichen Blüten finden sich die schalenförmig verwachsenen Staubfäden sowie die Staubbeutel, diese sind aber steril (Staminodium). Die Oberfläche des Bechers ist schwach sechsrippig. Die Blütenröhre ist mit dem unterständigen Fruchtknoten verwachsen, die zehn bis zwölf Plazenten sind unregelmäßig angeordnet.
Die Frucht ist kugelförmig; die Blüte bleibt auch während der Fruchtzeit erhalten.
Eine Genomanalyse von Sapria himalayana ergab 2021, dass die Pflanze nicht nur ihre Fähigkeit zur Chlorophyllbildung verloren hat, sondern offenbar das komplette Chloroplasten-Genom (Plastom), einschließlich der Gene im Zellkern, die das Plastom regulieren.

## Systematik und Verbreitung
Die Arten der Gattung Sapria finden sich im nördlichen Indien, China, Myanmar, Thailand, Kambodscha und Vietnam in Höhenlagen zwischen 100 und 1400 Metern.
In der Gattung Sapria werden drei Arten anhand der Färbung und Fleckung der Blütenhüllblätter voneinander unterschieden:
- Sapria himalayana Griff.: Sie ist vom nordöstlichen Indien über Myanmar, Thailand, Vietnam bis zum südöstlichen Tibet sowie südlichen Yunnan verbreitet.
- Sapria poilanei Gagnep.: Sie gedeiht in Höhenlagen von 1200 bis 1400 Metern wohl nur in Kambodscha im Cardamom-Gebirge und seinen Ausläufern im südöstlichen Thailand.
- Sapria ram Bänziger & B.Hansen: Sie gedeiht in Höhenlagen von selten 100 bis, meist 200 bis 750 Metern entlang des Dawna-Bilauktaung und den nach Süden verlaufenden Bergketten, mit Berichten aus den thailändischen Provinzen Tak, Kanchanaburi, Ranong, Phang-nga sowie Surat Thani.